# Schnodderdeutsch
Als Schnodderdeutsch wird ein Sprachstil bezeichnet, der eine Mischung aus Kneipenjargon und Jugendsprache darstellt. Die Bezeichnung geht zurück auf Rainer Brandt, einen Berliner Synchronsprecher und Dialogautor. Der Stil wurde allerdings auch von anderen Autoren (z. B. Karlheinz Brunnemann) geprägt. Im Hinblick auf Zweck und Form wird Schnodderdeutsch wie folgt beschrieben: „Solch eine Erscheinungsform der deutschen Sprache wird zum Zweck des Humors und der Satire gebraucht und ist durch Neologismen, scheinbare Sprichwörter, untypische Metaphern und Vergleiche, Stilbrüche, Normverstöße und Logikbrüche charakterisiert.“

## Entstehung, Serien und Filme
Schnodderdeutsch entstand in den 1960er Jahren, nachdem Rainer Brandt den Stil der Übersetzung mehrerer „Motorradrocker“-Filme bemängelt hatte, da dort insbesondere der kalifornische Slang nicht adäquat übertragen wurde. Brandt wurde daraufhin beauftragt, selbst die Dialoge zu schreiben. In der Folge entstanden zahlreiche Synchronisationen, die in Schnodderdeutsch verfasst wurden. Die Dialoge orientierten sich dabei nicht mehr hauptsächlich am Originaltext, sondern waren sehr frei formuliert. Neben Kalauern und flapsigen Sprüchen sind häufig auch Jargon und Dialekte in die Bücher eingeflossen und in eigentlich stillen Passagen wurde häufig Text eingebaut. Der Stil wurde zum Markenzeichen vieler Synchronisationen in den späten 1960er und 1970er Jahren, für deren Bücher meist Rainer Brandt und Karlheinz Brunnemann von der Deutschen Synchron verantwortlich waren. Nachdem Rainer Brandt seine eigene Synchronfirma (Rainer Brandt Filmproduktions-GmbH) gegründet hatte, fuhren sowohl er als auch Brunnemann in den 1980ern erfolgreich damit fort, Filme mit Schnodderdeutsch-Synchronisation zu versehen.
Rainer Brandt beschrieb das Schnodderdeutsch in einem ZDF-Interview so: „Es war ein Misch-Masch. Zusammengewürfelt aus Berlinismen, jiddisch, ein bisschen Unterwelt und etwas Gosse! Und sehr viel Humor gepaart mit Fantasie.“
Zu den Serien mit Schnodderdeutsch-Synchronisation zählen beispielsweise:
- ab 1968: Tennisschläger und Kanonen: Buch: Rainer Brandt, Karlheinz Brunnemann, Michael Richter
- ab 1969: Ihr Auftritt, Al Mundy: Buch: Karlheinz Brunnemann, Reinhold Brandes, Michael Richter (späte Folgen)
- ab 1971: Mini-Max: Buch: Rainer Brandt
- 1971: Department S: Buch: Karlheinz Brunnemann, Rainer Brandt
- 1973: Jason King: Buch: Karlheinz Brunnemann

Den größten Erfolg erzielte das Schnodderdeutsch 1972 durch die Fernsehserie Die 2. Zunächst war das ZDF von der Bearbeitung allerdings wenig begeistert und der zuständige Redakteur vermutete einen Scherz. Die Anfang der 1990er Jahre von Brandt bearbeitete Serie Ein Käfig voller Helden war eine der letzten Arbeiten in diesem Stil.
Auch viele Filme wurden mit Synchronisationen in Schnodderdeutsch versehen. Dazu zählen die meisten Filme von Bud Spencer und Terence Hill, bei denen entweder Karlheinz Brunnemann oder Rainer Brandt für das Buch und die Regie verantwortlich war. Einige Bearbeitungen stammen auch aus der Feder von Arne Elsholtz, Michael Richter und Heinz Petruo.
Viele Filme von Louis de Funès, Jean-Paul Belmondo, Adriano Celentano, Giuliano Gemma sowie zahlreiche Italowestern (z. B.: Sartana – noch warm und schon Sand drauf, Mein Name ist Nobody), darunter auch Filmklassiker wie Für eine Handvoll Dollar und Für ein paar Dollar mehr, sind mehr oder weniger stark mit Synchronisationen in Schnodderdeutsch versehen worden. Oft waren diese Filme mit einer originalgetreueren Synchronfassung bereits in Deutschland veröffentlicht worden (z. B.: Dollar-Filme, Vier Fäuste für ein Halleluja). Um die teilweise ernsteren Filme inhaltlich an den Sprachstil anzupassen, wurden ernste und härtere Szenen dabei häufig gekürzt.

## Nachahmer
Im Zuge der sehr erfolgreichen Bearbeitung durch Rainer Brandt und Karlheinz Brunnemann wurden Synchronisationen in diesem Stil verstärkt auch an andere Synchronstudios vergeben, deren Arbeiten allerdings oft qualitativ deutlich abfielen. Beispielsweise wurde der Film Django und die Bande der Gehenkten unter dem Titel Joe der Galgenvogel von der Düsseldorfer MGS-Synchron GmbH neu synchronisiert und dabei stark gekürzt. Ebenso erging es dem Film Sie verkaufen den Tod, der als Der Dicke und das Warzenschwein neu bearbeitet wurde.
Viele weitere Serien der 1970er und 1980er Jahre (z. B. Raumschiff Enterprise, Kojak) wurden ebenfalls relativ frei bearbeitet, unterscheiden sich allerdings deutlich vom Schnodderdeutsch und sind eher eine Folge des damaligen Zeitgeistes als eine Nachahmung der Arbeit von Brandt und Brunnemann.